# 330 (numero)
Trecentotrenta (330) è il numero naturale dopo il 329 e prima del 331.

## Proprietà matematiche
- È un numero pari.
- È un numero composto da 16 divisori: 1, 2, 3, 5, 6, 10, 11, 15, 22, 30, 33, 55, 66, 110, 165, 330. Poiché la somma dei suoi divisori (escluso il numero stesso) è 534 > 330, è un numero abbondante.
- È un numero scarsamente totiente.
- È un numero di Harshad (in base 10), cioè è divisibile per la somma delle sue cifre.
- È un numero pentagonale.
- È, dopo il 210, il più piccolo tetraprimo, ovvero il più piccolo numero naturale ricavabile dal prodotto di 4 numeri primi distinti.
- È un numero idoneo.
- È un numero pratico.
- È parte delle terne pitagoriche (104, 330, 346), (176, 330, 374), (198, 264, 330), (288, 330, 438), (330, 440, 550), (330, 560, 650), (330, 792, 858), (330, 1064, 1114), (330, 1800, 1830), (330, 2464, 2486), (330, 3016, 3034), (330, 5440, 5450), (330, 9072, 9078), (330, 27224, 27226).
- È un numero palindromo e un numero a cifra ripetuta nel sistema di numerazione posizionale a base 21 (FF) e in quello a base 32 (AA).
- È un numero congruente.

## Astronomia
- 330P/Catalina è una cometa periodica del sistema solare.
- 330 Adalberta è un asteroide della fascia principale del sistema solare.

## Astronautica
- Cosmos 330 è un satellite artificiale russo.